# 黄海海戦 (日露戦争)
黄海海戦（こうかいかいせん、ホワンハイかいせん）は、1904年（明治37年）8月10日に大日本帝国海軍連合艦隊とロシア帝国海軍第一太平洋艦隊（旅順艦隊）との間で戦われた海戦。この海戦でロシア太平洋艦隊の艦船は激しく損傷し、以後大規模な海戦を行うことはなかった。

## 背景
開戦時に旅順港外で奇襲を受けたロシア太平洋艦隊本隊（以下旅順艦隊と記述）は、戦力でやや劣ることとロシア本国からの増援の可能性を考慮し、直接的な衝突を避け艦隊を旅順にて温存する戦略をとっていた。その中でも優れた海軍軍人であったステパン・マカロフ中将が艦隊司令長官となっていた時期は積極的に出撃していたが、マカロフ戦死後に極東総督エヴゲーニイ・アレクセーエフの直接指揮を経てヴィリゲリム・ヴィトゲフト少将が司令長官職を代行するようになってからは消極的な行動を見せていた。
しかし日本陸軍第二軍が遼東半島に上陸し旅順が孤立すると、アレクセーエフは旅順艦隊に対しウラジオストクへの回航を強く命令した。これを受け旅順艦隊は1904年6月23日に一旦出航したものの、連合艦隊に遭遇したためすぐに港内へ引き返した。アレクセーエフとニコライ2世は何通かの書簡を交わし、両者の要求を主張し合った後、ニコライ2世はアレクセーエフに「旅順港からウラジオストクまで艦隊が迅速に突破することが重要であるというそちらの意見に全面的に賛同する」と電報で返信した。アレクセーエフはヴィトゲフトに皇帝の命令に従わなければ法的措置がとられる可能性があることを警告した。
日本陸軍第三軍による陸上からの旅順要塞攻撃が開始され、8月に入り第三軍と行動を共にしていた日本海軍陸戦重砲隊が大孤山に設けた観測所を使って照準を行い、旅順港の艦船を砲撃した。8月9日、命中弾により戦艦「レトヴィザン」が水線部に、戦艦「ツェサレーヴィチ」は艦橋に損傷を受け、ヴィトゲフト自身も負傷するなどの損害を受けた。ヴィトゲフトはこのまま旅順港に艦隊を置いておくことが危険になってきたと判断し、アレクセーエフの命令に従い艦隊の大部分を旅順港からウラジオストクへ回航することを決定した。なお小さな砲艦や旧式駆逐艦、直前に触雷して修理中の装甲巡洋艦「バヤーン」など航続距離に問題がある艦は旅順残留とした。
一方連合艦隊側は、バルチック艦隊が到着する前に旅順艦隊を壊滅させておくことで、艦隊数による日本側の不利な状態を極力改善しておきたいことと、当面の日本海における制海権を確保しておく必要性があることから、旅順艦隊が港から出てくるのを待ち望んでいるという状況があった。ウラジオストク巡洋艦隊の通商破壊阻止のため第二艦隊の大部分は対馬海峡に派遣されており、即応できる戦力では互角に近かったが、合流できれば相手より大きな戦力を持っていた。

## 経過
8月10日早朝、旅順艦隊は順次出港、掃海艇を伴って港外に一旦集結してから南へ進んだ。この動きは日本側の哨戒艦に察知され、連合艦隊本隊に知らせられた。途上で旅順艦隊の掃海艇とその護衛に当たる駆逐艦5隻は旅順に帰港している。駆逐艦「レシテリヌイ」はウラジオストク巡洋艦隊との連絡のため旅順港外に残っており、日本側の哨戒艦が本隊に触接して港外にいなくなった隙を狙ってロシア領事がいる芝罘へ向かった。
連合艦隊本隊は12時30分に、旅順の西南23カイリ付近で南西に進んできた旅順艦隊を確認し、攻撃を図る。しかし旅順艦隊は海戦に及ぼうとせず、終始ウラジオストク方面に逃げの姿勢に徹した。
12時58分、旅順艦隊の進路方向上で西南西に進んでいた連合艦隊第1戦隊は、左八点一斉回頭（全艦一斉に90度左へ変針）を行い横陣を作って旅順艦隊を洋上へ誘おうとした。次いで13時8分に左八点一斉回頭をもう一度行って東北東に進む逆順単縦陣となり、東南へ進もうとした旅順艦隊に砲撃を開始した。第1戦隊が左へ変針し北東に向かった時、旅順艦隊は南へ変針し第1戦隊の後尾を抜けようとした。これに対し13時36分第1戦隊は右16点一斉回頭を行い、元の順番に戻って敵艦隊に対し丁字を描いて先頭を行く「ツェサレーヴィチ」に攻撃を集中した。旅順艦隊は左へ変針し南東へ向かって再び第1戦隊の後尾を抜けようとした。第1戦隊はもう一度変針するべきであったがこれが遅れ、東方へ向かう旅順艦隊にやや遅れてその南側で並航となった。旅順艦隊は次第に離れ距離が遠のいたため、15時20分頃砲撃が中止された。

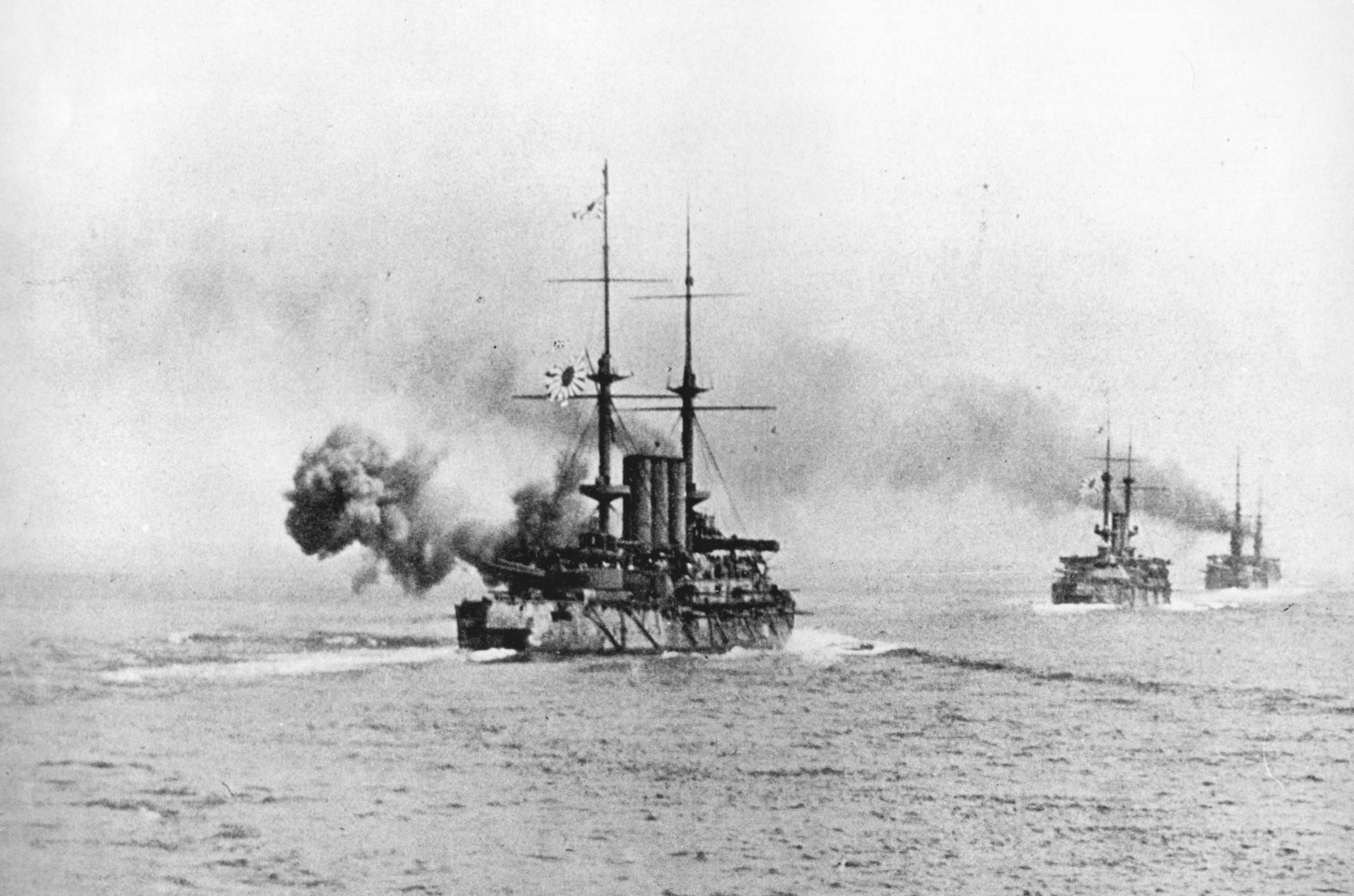
黄海海戦における戦艦敷島

砲撃を再開できたのは17時30分になってからであった。激しい砲戦の中ヴィトゲフトは巡洋艦に南方へ逃れよと信号を出したがそれが最後の命令となった。18時37分、「ツェサレーヴィチ」の司令塔に砲弾が直撃し、ヴィトゲフトと操舵手が戦死、またイワノフ艦長などが昏倒。操舵手が舵輪を左に巻き込んで倒れた上、舵機に故障を起こしたために「ツェサレーヴィチ」が左に急旋回して後続艦の進路を塞ぐ事態となり、旅順艦隊の戦列は崩壊した。「ツェサレーヴィチ」からの信号により戦艦「ペレスヴェート」座乗の次席指揮官パーヴェル・ウフトムスキー少将が指揮を引き継ぎ旅順への帰還を決断したが、「ペレスヴェート」が掲揚した「我に続け」の信号が他艦にほとんど視認されず、四分五裂となった旅順艦隊は連合艦隊に包囲される状況となったものの、沈没艦が出ないまま20時2分に日没を迎え砲撃戦は終わった。
連合艦隊は夜間に駆逐艦や水雷艇で水雷攻撃を行ったが失敗した。これは敵艦が見えなくなるまで砲撃を続けた日本側の不手際ともされる。「ツェサレーヴィチ」を除く旅順艦隊の戦艦5隻は沈没艦を出さずになんとか旅順に帰還したが、他に戻ってきたのは防護巡洋艦パルラーダと駆逐艦3隻であった。防護巡洋艦4隻は日没寸前に脱出を敵の戦力が薄い南に向かって図っており、3隻は旅順に戻れなくなっていた。
戦艦「ツェサレーヴィチ」と駆逐艦「ベズシームヌイ」、同「ベズストラーシヌイ」、同「ベスポシチャーズヌイ」はドイツ領の膠州湾租借地、防護巡洋艦「アスコリド」と駆逐艦「グロゾウォイ」は上海、防護巡洋艦「ディアーナ」はフランス領インドシナのサイゴンまで逃れて抑留された。また、駆逐艦「ブールヌイ」が座礁、自沈した他、「レシテリヌイ」も日本側に捕獲されている。膠州湾租借地で給炭を行った防護巡洋艦「ノヴィーク」のみがウラジオストクへの航海を継続していた。旅順では各艦の損害を修復することが出来ず、この結果、旅順艦隊はこれ以後大がかりな作戦が出来なくなった。
出撃の報告は「レシテリヌイ」からロシア領事を経て11日夕刻になってからウラジオストクに伝達され、ウラジオストク巡洋艦隊が旅順艦隊を援護すべく出撃した。「レシテリヌイ」はそのまま抑留されるために武装解除を行っていたが、芝罘の日本駐在武官からの報告で日本駆逐艦「朝潮」と同「霞」が捕獲に向かい、12日になって「レシテリヌイ」は入港前から追跡していたと強引に捕獲した。「レシテリヌイ」は使用欺瞞のため沈没していた「暁」の名前を与えられ日本海軍に編入された。ウラジオストク巡洋艦隊の出撃30分後には各所からの報告により出撃中止命令が出されたが艦隊には届かず、14日早朝にウラジオストク巡洋艦隊は上村彦之丞中将率いる第二艦隊に蔚山沖で捕捉され撃破された（蔚山沖海戦）。「ノヴィーク」は日本列島を迂回して太平洋を北上、樺太のコルサコフにまで到達したものの、20日にそれぞれの隊から離れて追撃してきた防護巡洋艦「千歳」と「対馬」によって撃破された（コルサコフ海戦）。
皇族軍人の伏見宮博恭王が乗船していた「三笠」の被弾箇所は20数個を数えた。砲戦中の午後5時58分頃、公式には被弾（実際は砲弾が砲身内で自爆する膅発）により後部砲塔で爆発が発生、戦死1名・負傷16名を出す。伏見宮博恭王少佐も負傷した。「三笠」での勤務や海戦をきっかけに、東郷と加藤、あるいは加藤と伏見宮博恭王の親密な関係が始まった。
旅順艦隊主力が全滅した後の12月28日、三笠は呉に入港、修理を行う。膅発の原因は解明されず、各艦は不安を抱えたままであった。　　　　

## 影響
この海戦後、旅順艦隊の主力艦中では戦艦セヴァストーポリが対地攻撃のためにわずかに数度出撃したのみで、それも触雷、損傷して以降は出動してくることは無かった。
後年の史実研究により、以後の旅順艦隊は艦砲を外して要塞砲に転用した上、乗組員を陸戦部隊として配備し、艦隊としての戦闘機能は失っていたことが判明している。結果、連合艦隊は旅順艦隊の壊滅という目的に成功したことになるが、航海能力が健在である以上はウラジオストクへの回航と修理阻止のため封鎖を解けず陸軍に対して旅順要塞の攻略を早期に行うべきと要請することとなった。また丁字作戦が事実上失敗（敵艦との距離が離れすぎていた）で、まぐれ当たりが無ければ明らかに一旦は敵艦隊を取り逃がしていたことや、敵艦を沈めることが出来なかったことが大きな課題として残った。この海戦での教訓が、後の日本海海戦での大勝利に生かされることとなる。
後に毛沢東は日露戦争の歌「黄海の戦い」の歌詞を紹介し、日本の誇りを賞賛したという。

## 参加兵力

### 大日本帝国海軍
連合艦隊
連合艦隊司令長官：東郷平八郎大将
第1艦隊 ※連合艦隊司令部直率
第1戦隊（司令官：梨羽時起少将）
一等戦艦：三笠（艦隊旗艦）、朝日、富士、敷島（戦隊旗艦）
装甲巡洋艦：春日（第3艦隊より臨時編入）、日進（第3艦隊旗艦、第3艦隊より臨時編入）
第3戦隊（司令官：出羽重遠中将）
装甲巡洋艦：八雲（戦隊旗艦、第2艦隊より臨時編入）、浅間（第2艦隊より臨時編入、炭水補充からの参加により別行動）
巡洋艦：笠置、千歳、高砂
第1駆逐隊（司令：浅井正次郎大佐）
駆逐艦：朝潮、霞、白雲
第2駆逐隊（司令：石田一郎中佐）
駆逐艦：雷（隊旗艦）、電、朧、曙
第3駆逐隊（司令：土屋光金中佐）
駆逐艦：薄雲（隊旗艦）、東雲、漣
第4駆逐隊（司令：長井群吉大佐、第2艦隊より臨時編入）
駆逐艦：朝霧（隊旗艦）、春雨、村雨、速鳥
第5駆逐隊（司令：真野巌次郎中佐、第2艦隊より臨時編入）
駆逐艦：叢雲（隊旗艦）、夕霧、不知火、陽炎
第1艇隊（司令兼艇長：関重孝少佐）
水雷艇：第六七号、第六八号、第六九号（隊旗艦）、第七〇号
第14艇隊（司令兼艇長：桜井吉丸少佐）
水雷艇：千鳥（隊旗艦）、鵲、隼、真鶴
第3艦隊
司令長官：片岡七郎中将（日進に乗艦）
第5戦隊（司令官：山田彦八少将、厳島は不参加）
巡洋艦：橋立（戦隊旗艦）、松島
二等戦艦：鎮遠
通報艦：八重山
第6戦隊（司令官：東郷正路少将、千代田は不参加）
巡洋艦：明石（戦隊旗艦）、須磨、秋津洲、和泉
第2艇隊（司令兼艇長：神宮司純清少佐）
水雷艇：第三七号、第三八号、第四五号（隊旗艦）
第6艇隊（司令兼艇長：内田良隆少佐）
水雷艇：第五六号（隊旗艦）、第五八号
第10艇隊（司令兼艇長：大瀧道助少佐）
水雷艇：第四〇号、第四一号、第四二号、第四三号（隊旗艦）
第16艇隊（司令兼艇長：若林欽少佐）
水雷艇：白鷹（隊旗艦）、第三九号、第六六号
第20艇隊（司令兼艇長：荒川伸吾少佐）
水雷艇：第六二号（隊旗艦）、第六三号、第六四号、第六五号
第21艇隊（司令兼艇長：江副武靖少佐）
水雷艇：第四四号、第四七号（隊旗艦）、第四九号

### ロシア帝国海軍
艦艇の区分は日本側によるものとする。
司令長官代理：ヴィリゲリム・ヴィトゲフト少将
戦艦：ツェサレーヴィチ（旗艦）、レトヴィザン、ポベーダ、ペレスヴェート、セヴァストーポリ、ポルタヴァ
巡洋艦：ノヴィーク、アスコリド、パルラーダ、ヂアーナ
駆逐艦：ウイノスリーウィ、ウラースツヌイ、グロゾウォイ、ボイキー、ベズストラーシヌイ、ベズシームヌイ、ベスポシチャーズヌイ、ブールヌイ
病院船：モンゴリア